# Experimentarium
Experimentarium is een museum gevestigd aan de Triomflaan in Elsene. Het is een plaats waar de collecties van de afdeling fysica van de Université libre de Bruxelles worden bewaard, waardoor er veel merkwaardige instrumenten te vinden zijn. Het laat de bezoeker door voorstellingen van verschillende fysicaproeven in combinatie met oude instrumenten die de professoren vroeger gebruikten, kennismaken met de domeinen van de fysica.